# Svartálfaheim
Svartalfaheim (en nórdico antiguo Svartálfheimr, «país de los elfos negros») según la mitología nórdica era uno de los nueve mundos de que se componía el cosmos (el Yggdrasil). Snorri Sturluson en su Edda prosaica lo identifica con el Niðavellir, lo mismo que otros manuscritos, aunque hay quienes consideran este último un mundo en sí. Se dice que en él habitaban los elfos oscuros, (svartálfar), pero las dos clases de elfos proceden exclusivamente de Alfheim. Snorri hace proceder de este reino en particular a los enanos nórdicos.